# بوكسار
بوكسار رمزها «BU» (بالإنجليزية: Buxar)‏ ، هو تقسيم إداري لدولة الهند تتبع ولاية بيهار (بالإنجليزية: Bihar)‏ ، مركزها هو مدينة بوكسار (بالإنجليزية: Buxar)‏ عدد سكانها حسب تعداد سنة 2001 هو 1,707,643 ، مساحتها 1,624 كم² وكثافة السكان 1,003 لكل كم² .

## أعلام
- أناندا شيف براساد